# Netia
Netia S.A. — польська телекомунікаційна компанія зі штаб-квартирою у Варшаві. Входить до групи «Cyfrowy Polsat».  Постачальник телевізійних послуг, фіксованого та мобільного інтернету для приватних клієнтів, компаній та установ. З травня 2018 року основним акціонером компанії є «Cyfrowy Polsat SA».

## Історія
- 1990 — засновано «R.P. Telekom»;
- 1991 — отримано ліцензію на надання місцевих телекомунікаційних послуг у Пілі;
- 1994 — відкрито мережу з обслуговування клієнтів у Свіднику;
- 1998 — кількість клієнтів перевищила 100 000;
- 2000 — компанія дебютувала на Варшавській фондовій біржі, акції включено до індексу WIG20;
- 2004 — запущено ADSL-послуг: Net24 Internet;
- 2005 — масове підключення клієнтів до доступу до інтернету за технологією WiMAX;
- 2006 — придбано мережу «Pro Futuro»;
- 2007 — розпочато надання послуг у мережі TP за технологією LLU, завдяки чому «Netia» стала загальнонаціональним оператором;
- 2008 — придбано та включено до структури компанії Tele2;
- 2009 — 500 000 клієнтів широкосмугового доступу до інтернету;
- 2010 — модернізація мережі до стандарту NGA (VDSL) та тестування послуги цифрового телебачення;
- 2011 — придбано «Telefonia Dialog SA» та «Crowley Data Poland» (як «CDP Netia»)[4];
- 2012 — ліквідовано «CDP Netia sp. Z oo» шляхом злиття з материнською компанією;
- 2015 — придбано 100% акцій компанії «TK Telekom»[5];
- 2018 — «Cyfrowy Polsat» придбав 32% акцій «Netia», а згодом ще 33,98% (загалом 65,88%)[6].

## Власники
| Акціонер          | Акції     | % капіталу | % голосів |
| ----------------- | --------- | ---------- | --------- |
| Cyfrowy Polsat    | 221404885 | 65,98%     | 65,98%    |
| FIP 11 FIZ AN     | 19182760  | 5,72%      | 5,72%     |
| OFE PZU           | 17656988  | 5,26%      | 5,26%     |
| Free float        | 77333711  | 23,04%     | 23,04%    |
| Загальний капітал | 335578344 | 100%       | 100%      |